# Cisticole paresseuse
Cisticola aberrans · Cisticole des rochers
Espèce
Statut de conservation UICN

 LC  : Préoccupation mineure
La Cisticole paresseuse (Cisticola aberrans) ou Cisticole des rochers, est une espèce de passereaux de la famille des Cisticolidae.

## Répartition et sous-espèces
Selon la classification de référence du Congrès ornithologique international (14.2, 2025) :
- C. a. admiralis Bates, 1930 — aire dissoute à travers l'Afrique de l'Ouest ;
- C. a. petrophilus Alexander, 1907 — aire dissoute du Nigeria à l'Ouganda ;
- C. a. emini Reichenow, 1892 — sud du Kenya et nord de la Tanzanie ;
- C. a. nyiaka Lynes, 1930 — Zambie, Zimbabwe, Malawi, sud-ouest de la Tanzanie, ouest du Mozambique ;
- C. a. lurio Vincent, 1933 — est du Malawi et nord du Mozambique ;
- C. a. aberrans (Smith, 1843) — sud-est du Botswana et centre de l'Afrique du Sud ;
- C. a. minor Roberts, 1913 — sud du Mozambique et est de l'Afrique du Sud.